# Edda Ollari
Edda Ollari (Fragno di Calestano, 9 settembre 1947) è una cantante italiana.

## Biografia
Nata nel piccolo borgo di Fragno, frazione di Calestano in provincia di Parma il 9 settembre 1947, portata per la musica, Edda inizia a studiare pianoforte presso il Conservatorio di Parma, senza però terminare gli studi; dotata di una bella voce, decide di dedicarsi al canto e partecipa nel 1965 al "Concorso per le voci nuove" di Castrocaro, in cui viene notata dal maestro Gualtiero Guerrini, titolare della casa discografica Bentler, che la mette sotto contratto e la fa partecipare al Festival di Zurigo.
Lanciata come "la cantante con la treccia", per la lunga treccia con cui appare nelle sue esibizioni, nel 1966 partecipa con la canzone "...che tu mi baciassi" (scritta da Maurizio Seymandi e da Mauro Casini) al Cantagiro, ed è (con Mario Tessuto) la rivelazione della manifestazione di quell'anno; il brano viene anche pubblicato all'estero (ad esempio in Portogallo, in un EP).
Nel 1967 partecipa all'Oscar della canzone con il brano Due mezze monete; la canzone sul lato B, Mi amerai un po' di più, è scritta da Gian Piero Reverberi per la musica e da Clelia Petracchi (nota per aver scritto le parole de La ballata del Michè per Fabrizio De André) per il testo.
L'anno successivo la sua canzone Poco poco per un gioco viene scelta come sigla della trasmissione televisiva Operazione Edenlandia.
Nel 1969 la Bentler pubblica il suo primo album, Edda Ollari, che comprende molte delle canzoni già uscite su 45 giri; nello stesso anno partecipa a Un disco per l'estate con il brano Un pezzo d'azzurro, qualificandosi per la serata finale.
Dal 1969 al 1971 si fa accompagnare in tour dal gruppo beat degli LSD (il cui tastierista, Celestino "Tino" Papotti, in seguito diventerà suo marito), suonando con loro anche in Inghilterra (per l'inaugurazione del settimo canale della BBC), esibendosi accanto a Gilbert Bécaud e Tom Jones. Nel 1970 incide la canzone Acqua passata, scritta per lei da Roberto Vecchioni con la quale partecipa nuovamente a Un disco per l'estate. Nello stesso anno presenta, sul primo canale televisivo, il programma Cantando all'italiana (regia di Giuseppe Sacchi), con ospiti Lucia Altieri, Al Bano, Nilla Pizzi e Luciano Tajoli.
Nel 1971 partecipa al Festival di Sanremo con la canzone L'ora giusta (scritta da Daniele Pace, Mario Panzeri, Gianni Argenio e Corrado Conti), in coppia con Lorenza Visconti; per un solo punto il brano non approda alla finale.
Anche per via della delusione sanremese, la Ollari lascia la Bentler per passare alla Saint Martin Record, per cui incide nel 1972 e nel 1973 altri 45 giri (tra cui una sua versione di Anche se, scritta da Gino Paoli); terminato il contratto con la Saint Martin Record per tre anni la Ollari si ritira dalla scena (anche per via della nascita del figlio Simone), riprendendo poi dopo qualche tempo ad effettuare spettacoli di piano bar, attività che continua nel tempo.
Ha inciso ancora qualche 45 giri tra il 1979 ed il 1980.
Negli anni ottanta diventa cantante nell'orchestra di liscio di Mario Bragadini.

## Discografia
Album in studio
- 1969 - Edda Ollari (Bentler, BE/LP 1015)
- 1979 - Orchestra Folk Mario Bragadini Canta Edda Ollari (City, C 1022; con Orchestra Mario Bragadini)
- 1981 - La fisarmonica di Mario Bragadini - Canta Edda Ollari (Astra, 18; con Mario Bragadini)

Singoli
- 1966 - L'amor non mi vuol sorridere/...che tu mi baciassi (Bentler, BE/NP 5003)
- 1966 - Due mezze monete/Mi amerai un po' di più (Bentler BE/NP 5009)
- 1967 - C'è chi può/Chi sei (Bentler, BE/NP 5028)
- 1968 - La tramontana/L'amor non mi vuol sorridere (Bentler, BE/NP 5034)
- 1968 - Poco poco per un gioco/Un po' di te (Bentler, BE/NP 5040)
- 1969 - Un pezzo d'azzurro/Quando sarò lontano (Bentler, BE/NP 5054)
- 1969 - La lumaca/Un attimo (Bentler, BE/NP 5064)
- 1970 - Acqua passata/Io t'aspetterò (Bentler, BE/NP 5067)
- 1970 - L'amore è una cosa seria/Un po' di te (Bentler, BE/NP 5072)
- 1970 - Un cuore per amare/Parapapà (Bentler, BE/NP 5081)
- 1971 - L'ora giusta/Prigioniera (Bentler, BE/NP 5087)
- 1973 - Rosa marina/Mare di settembre (Saint Martin Record SMR 1704)
- 1973 - C'è una chiesetta/Anche se (Saint Martin Record)
- 1973 - L'amore non è polenta/Parapapà (Saint Martin Record)
- 1976 - Mondo strano/Mai ti lascerò (City, C 6348; con Mario Bragadini)
- 1979 - Dedicata a te/Un uomo nella notte (Asti)
- 1980 - Magico slow/Dolce Parma (Asti)

Singoli pubblicati fuori dall'Italia
- 1968 - ...che tu mi baciassi/La tramontana (Som Maior, SMCS 117; pubblicato in Brasile)
- 1971 - Acqua passata/L'ora giusta (Marfer, MR 20-191; pubblicato in Spagna)